# Área metropolitana de Guadalajara
El área metropolitana de Guadalajara (AMG) o zona metropolitana de Guadalajara (ZMG), es el área geográfica resultante del fenómeno de conurbación que ha tenido la capital del estado de Jalisco, junto con municipios aledaños. En conjunto, las ciudades y localidades fusionadas son coloquialmente conocidas como Ciudad de Guadalajara, por ser la capital del estado, y ciudad con mayor relevancia histórica en la región Centro de Jalisco.
En 2022 y según un estudio del Laboratorio Nacional de Políticas Públicas (LNPP) del Centro de Investigación y Docencia Económicas (CIDE), instancia encargada de coordinar el estudio bajo el apoyo de Citibanamex y en colaboración con el Instituto Mexicano para la Competitividad (IMCO) y el Centro Mario Molina (CMM), Guadalajara fue nombrada la ciudad más sustentable de México, por delante de Hermosillo, Sonora y Culiacán, Sinaloa.
Guadalajara, también tiene un alto desempeño en competitividad urbana; pues de acuerdo con el Índice de Competitividad Urbana IMCO (2024), Guadalajara es la cuarta ciudad del país con mayor competitividad; sólo por debajo de Saltillo,        La Ciudad de México y Monterrey, y por encima de Chihuahua y Querétaro. 
Con 5 110 617 de habitantes en 2020, el área metropolitana de Guadalajara está entre las tres áreas metropolitanas más pobladas de México, junto con la zona metropolitana del Valle de México y la zona metropolitana de Monterrey, así como el número 79.ª a nivel mundial, según datos del Instituto Nacional de Estadística y Geografía (INEGI). Forma parte de la macrorregión del Bajío.
Para todos los municipios involucrados, pertenecer a la zona metropolitana de Guadalajara es de gran relevancia, pues al ser la capital de Jalisco, ha sido el centro del desarrollo y del poder político y económico de dicho estado, de modo que los municipios pueden participar en proyectos de urbanización cofinanciados por el Gobierno del Estado en beneficio de todos los municipios.
Esta situación plantea retos en materia de definición de competencias y de coordinación entre los tres órdenes de gobierno, que posibiliten la planeación y administración integral del territorio, la gestión de los servicios públicos y el ejercicio pleno de los derechos de sus ciudadanos. En este contexto, la identificación del número y tamaño de la zona metropolitana es de fundamental interés para la toma de decisiones, especialmente para los diferentes sectores encargados de diseñar e instrumentar políticas de desarrollo con un referente territorial.
La base económica del AMG se fundamenta en una industria diversificada, las principales actividades económicas de la zona están basadas en el sector terciario y secundario. En los últimos años se ha incrementado la localización industrial, en la zona metropolitana, principalmente en algunas ramas de punta como la electrónica y la cibernética, lo que ha impreso un nuevo sello a la estructura productiva y a la fisonomía de los suburbios tapatíos.
El AMG es la segunda aglomeración del país en términos de sus intercambios comerciales y la tercera por el volumen de su producción industrial. La conurbación concentra cerca del 75 % de las industrias jaliscienses, siendo así el principal centro de actividades económicas del estado. Las principales actividades en la zona metropolitana son la industria manufacturera, el comercio, los servicios personales y de mantenimiento, así como los servicios comunales y sociales.
En ciertas partes del AMG el nivel de vida es comparable al de países de alto desarrollo; sin embargo, dicho nivel de vida no es representativo de todos los municipios, también existen en los alrededores o periferia de la ciudad, círculos de desigualdad y pobreza.
| Localidades del AMG por municipio |
| --- |
| Guadalajara - Guadalajara |
| Juanacatlán - Juanacatlán |
| El Salto - El Salto - Las Pintas - Las Pintitas - San José del Castillo - Exhacienda El Castillo - San José el Verde (El Verde) - El Quince (San José el Quince) - El Terrero (San José El Terrero) |
| Tlajomulco de Zúñiga - Tlajomulco de Zúñiga - Cajititlán - San Miguel Cuyutlán - San Juan Evangelista - San Lucas Evangelista - Cuexcomatitlán - Los Gavilanes - San Agustín - San Sebastián el Grande - Santa Cruz de las Flores - Santa Cruz del Valle - La Unión del Cuatro (San José del Valle) - Zapote del Valle (Zapote de Santa Cruz) - Club de Golf Santa Anita - La Alameda - Santa Anita - Palomar - La Tijera - Jardines de San Sebastián - Fraccionamiento Rancho Alegre - El Capulin - Hacienda Santa Fe - Fraccionamiento Real del Valle (El paraíso) - Fraccionamiento Villas de la Hacienda - Fraccionamiento Jardines de Verano - Lomas de San Agustín - Lomas del Sur - Valle Dorado Inn - Concepción del Valle |
| Tlaquepaque - Tlaquepaque - Santa María Tequepexpan - Toluquilla - San Martín de las Flores - San Pedrito - Tateposco - Las Juntas - Las Pintas - Manuel López Cotilla |
| Tonalá - El Rosario - Paseo del Prado - Tonalá - Colonia Jalisco - Loma Dorada - Santa Cruz de las Huertas - El Vado - Coyula - Puente Grande |
| Zapopan - Zapopan - La Magdalena (San José Ejidal) - Nextipac del Niño Jesús - Nuevo México - San Esteban (San Miguel Tateposco) - Tesistán (San Francisco Tesistán) - La Venta del Astillero - BAM 5 - Zona Real - Chapalita - Ciudad Bugambilias - Villas Del Valle - Valle Imperial |

## Delimitación y localidades
| Municipio             | Pob. (hab) | Sup. (km²) | hab./km² |
| --------------------- | ---------- | ---------- | -------- |
| Zapopan               | 1 476 491  | 1,158.70   | 1,274.27 |
| Guadalajara           | 1 385 629  | 151        | 9,176.35 |
| Tlajomulco de Zúñiga  | 727 750    | 671.4      | 1,083.93 |
| San Pedro Tlaquepaque | 687 127    | 116.8      | 5,882.94 |
| Tonalá                | 569 913    | 158        | 3,607.04 |
| El Salto              | 232 852    | 92.8       | 2,509.18 |
| Juanacatlán           | 30 855     | 138.1      | 223.43   |
| Total AMG             | 5,110,617  | 2,486.6    | 1,476.84 |

El Área Metropolitana de Guadalajara, de acuerdo al decreto 25400/LX/15, aprobado por el Congreso del Estado de Jalisco, se localiza en la parte central del estado mexicano de Jalisco y está conformada oficialmente por 10 municipios, de los cuales 6 son considerados como los municipios más importantes. Dichos seis municipios son: Guadalajara, Zapopan, Tlajomulco de Zúñiga, San Pedro Tlaquepaque, Tonalá, y El Salto, los otros cuatro municipios son: Juanacatlán, Ixtlahuacán de los Membrillos, Acatlán de Juárez, y Zapotlanejo en los Altos de Jalisco.
La Zona Metropolitana de Guadalajara cuenta con 48 localidades según el Instituto Nacional de Estadística y Geografía (INEGI), de todas ellas la localidad más poblada es la de Guadalajara con poco más de 1,6 millones de habitantes, dicha localidad es la única del municipio homónimo, siendo este último junto con Juanacatlán los municipios con menor cantidad de localidades (solo una por municipio), Tlajomulco de Zúñiga cuenta con 21 localidades, Tonalá con 8, Tlaquepaque con 8, Zapopan con 9, El Salto con 6, Ixtlahuacán de los Membrillos con 4 y Zapotlanejo con 6.

## Demografía
La población total del área metropolitana sumó 5 110 617 habitantes en el 2020, distribuidos en los 7 municipios pertenecientes a la zona, es decir, en una superficie total de 3,567.50 km² con una densidad promedio de 1476.84 habitantes por km². El municipio más poblado de la Zona Metropolitana de Guadalajara (ZMG), es Zapopan con una población de 1 476 491 habitantes; en contraste con Acatlán de Juárez, que con 25 250 habitantes es el menos poblado de los 7 municipios.
La calidad de vida en los municipios más importantes de la zona metropolitana de Guadalajara (Guadalajara, El Salto, Tlajomulco de Zúñiga, San Pedro Tlaquepaque, Juanacatlán, Tonalá y Zapopan) fue calificada por sus habitantes con un nivel de 74/100 según una encuesta referente a la percepción sobre Calidad de vida realizada en 2011. Asimismo, una encuesta realizada en 2010 colocó a la ciudad de Guadalajara como la mejor ciudad del país para vivir, según la opinión pública.
|       | Municipio             | Población 2020 | Superficie km² |
| ----- | --------------------- | -------------- | -------------- |
| 1     | Guadalajara           | 1,385,629      | 151.00         |
| 2     | Zapopan               | 1,476,491      | 1,158.70       |
| 3     | San Pedro Tlaquepaque | 687,127        | 116.8          |
| 4     | Tonalá                | 569,913        | 158.00         |
| 5     | El Salto              | 232,852        | 92.80          |
| 6     | Tlajomulco de Zúñiga  | 727,750        | 671.40         |
| 7     | Juanacatlán           | 30,855         | 138.10         |
| Total | Total                 | 5,110,617      | 2,486.8        |

### Evolución y proyección demográfica
| Año | Población (hab.) | Crecimiento1 |
| --- | ---------------- | ------------ |
| 1950 | 478,912          | 6,08%        |
| 1970 | 1,527,984        | 3,37%        |
| 1990 | 2,153,868        | 2,7%         |
| 1995 | 2,882,417        | 1,4%         |
| 2000 | 3,699,136        | 1,8%         |
| 2005 | 4,095,853        | 1,7%         |
| 2010 | 4,434,878        | -            |
| 2015 | 4,796,603        | -            |
| 2020 | 5,268,642        | -            |
| 1 Tasa de crecimiento media anual. 2 Estimación según datos de 2010. NOTA: Los datos de 1950 y 1970 se basan en los ahora considerados municipios centrales. |                  |              |
| Fuente: INEGI, 2005; CONAPO (proyecciones 1950-2030). |                  |              |

Los municipios que conforman el Área Metropolitana de Guadalajara tienen una tendencia a la concentración de la población regional, así como a la población total del estado. A lo largo del siglo XX la población del Área Metropolitana se fue incrementando debido a la concentración de la población estatal en esta. En los años de 1950, 1970 y 2000, concentraba el 27.4, 46.4 y 58.0 por ciento, respectivamente, mientras que para el 2007 concentraba al 66 por ciento de la población del estado.
Para los años venideros, se proyecta una concentración mayor para la zona, puesto que para el 2030 se estima que los municipios metropolitanos albergarán casi el 70 por ciento de la población estatal. Con la consecuente agudización de la problemática que esto conlleva; en lo social, el transporte, el medio ambiente, etcétera.
Asimismo, el municipio que se proyecta como el más poblado en la zona para los años venideros será Zapopan, seguido de Guadalajara, y Tlajomulco de Zúñiga; que, a diferencia del resto de los municipios de la zona ha presentado un decremento poblacional: pasando de los 1.6 millones de habitantes en 2005 a los 1.2 estimados para el 2030.
En 2007, el municipio de Guadalajara concentró el 38.0 por ciento y Zapopan el 29.0 por ciento de la AMG; mientras que los municipios de Tlajomulco el 6.0 por ciento y El Salto el 3.0 por ciento. Mientras que para 2012 el municipio que reunirá la mayor cantidad de habitantes seguirá siendo Guadalajara con un 33.6 por ciento, seguido por Zapopan quien concentrará el 29.6 por ciento de la población; se espera que para 2030 estos pesos proporcionales se inviertan, para que Guadalajara ocupe el segundo lugar con 22.5 puntos y Zapopan con 31.1 puntos porcentuales. En 2030 el municipio de Tlajomulco (12.8%) rebasará en participación de población a la de Tonalá (12.5%).

## Administración y servicios públicos
La zona metropolitana no implica una sola entidad administrativa, aunque sí comparte un Consejo Metropolitano y un cuerpo policíaco llamado Metropolicia. La Metropolicía es un cuerpo policiaco que no es de un único mando, sino que depende de la administración de cada municipalidad, aun así la Metropolicía, la cual se encarga de la vigilancia y protección de los seis municipios centrales de la zona metropolitana (Guadalajara, El Salto, Tlajomulco de Zúñiga, Tlaquepaque, Tonalá y Zapopan), comparte el mismo diseño vehicular, el mismo reglamento y la misma equipación, además las metropolicías de cada municipio están autorizadas a entrar a otro municipio ajeno al suyo con el afán de una persecución o solicitud de ayuda.
Los servicios de agua potable y alcantarillado son proporcionados por el Sistema Intermunicipal de los Servicios de Agua Potable y Alcantarillado, el cual brinda el servicio a cuatro municipios de la zona los cuales son Guadalajara, Zapopan, Tlaquepaque y Tonalá.

### Declaratoria del Área Metropolitana de Guadalajara
El 27 de julio de 2009, los diputados locales de la LVIII Legislatura del Congreso del Estado de Jalisco, mediante decreto 23021, aprobaron la Declaratoria del Área Metropolitana de Guadalajara, integrada por los municipios de Guadalajara, Zapopan, Tlaquepaque, Tonalá, Tlajomulco de Zúñiga, El Salto, Juanacatlán e Ixtlahuacán de los Membrillos, ocho municipios en aquel entonces.

### El Imeplan
El 25 de junio de 2014, celebró su primera sesión la Junta de Gobierno del Instituto Metropolitano de Planeación del Área Metropolitana de Guadalajara (Imeplan).
Uno de los objetivos del mencionado organismo público descentralizado (OPD) es promover una gestión metropolitana eficiente mediante la evaluación en la provisión de los servicios públicos y funciones municipales en el área metropolitana de Guadalajara (AMG), y en su caso el análisis y recomendaciones para su convergencia.
Asimismo, el Imeplan es el organismo encargado de instrumentar el Plan de Ordenamiento Territorial Metropolitano del Área Metropolitana de Guadalajara (Potmet).

## Economía
La economía de Guadalajara está activa en los tres sectores económicos (actividades económicas) que son el Primario, Secundario y Terciario. Las actividades primarias se basan en el tránsito y comercio de ganado bovino, porcino, ovino, caprino, equino, avícola. Las actividades secundarias se basan en las industrias textil y metalmecánica. Guadalajara es la capital industrial en el occidente de México. La industria alimentaria exporta la mayoría de sus productos (jugos, productos enlatados, dulces, salsas y alimentos en general). En la industria farmacéutica, Guadalajara juega el papel más importante en la producción nacional, solo superada por el Distrito Federal, y es uno de los mayores distribuidores en el país.
Guadalajara es conocida como “El Valle del Silicio” mexicano, debido al desarrollo de la industria electrónica: es la principal fabricante de software en el país, y la mayor fabricadora de componentes electrónicos y digitales para aparatos de vanguardia, albergando compañías como, General Electric, IBM, Kodak, Intel, Hewlett-Packard, Siemens, Flextronics, Foxconn, Gateway, Sanmina-SCI, Dell, Solectron y BlackBerry.
De acuerdo con los datos publicados en "Análisis General del Área Metropolitana de Guadalajara", por parte del Instituto de Información Estadística y Geográfica de Jalisco IIEG; el Producto total bruto de la Zona Metropolitana de Guadalajara, tuvo este comportamiento en la década del año 2008 al 2018:
| MUNICIPIO                     | 2008     | PARTICIPACIÓN % | 2018       | PARTICIPACIÓN % | INCREMENTO 08-18 | INCREMENTO % |
| ----------------------------- | -------- | --------------- | ---------- | --------------- | ---------------- | ------------ |
| Guadalajara                   | $224,985 | 46.27%          | $407,011   | 36.09%          | $182,026         | 80.91 %      |
| Zapopan                       | $139,656 | 28.72%          | $305,272   | 27.07%          | $165,616         | 118.59%      |
| El Salto                      | $42,818  | 8.81%           | $143,932   | 12.76%          | $101,114         | 236.15%      |
| San Pedro Tlaquepaque         | $39,949  | 8.22%           | $124,432   | 11.03%          | $84,483          | 211.48%      |
| Tlajomulco de Zúñiga          | $24,827  | 5.11%           | $112,677   | 9.99%           | $87,850          | 353.85%      |
| Tonalá                        | $5,104   | 1.05%           | $17,667    | 1.57%           | $12,563          | 246.14%      |
| Acatlán de Juárez             | $538     | 0.11%           | $2,418     | 0.21%           | $1,880           | 349.44%      |
| Juanacatlán                   | $79      | 0.02%           | $632       | 0.06%           | $553             | 700.00%      |
| Zapotlanejo                   | $3,196   | 0.66%           | $6,456     | 0.57%           | $3,260           | 102.00%      |
| Ixtlahuacán de los Membrillos | $5,116   | 1.05%           | $7,285     | 0.65%           | $2,169           | 42.40%       |
| TOTAL                         | $486,268 | 100.00%         | $1,127,782 | 100.00%         | $641,514         | 131.93%      |

## Infraestructura
La ciudad de Guadalajara en el estado mexicano de Jalisco, cuenta con una de las más modernas infraestructuras en el país. Sin embargo el constante paso de diversos poderes gubernamentales con diferentes visiones de desarrollo y la falta de apoyo de los mismos ante los proyectos de cabildos anteriores aunado al crecimiento acelerado de la ciudad, hicieron desordenada la planificación urbana y la demanda de infraestructura creció más rápido que los proyectos, atrasando por varios años el desarrollo en infraestructura.
El equipamiento de la ciudad en servicios básicos aunque es completo, se requiere de renovar en aspectos tan vitales como el sistema de agua y el sistema de drenaje y alcantarillado.
La Zona metropolitana de Guadalajara, cuenta con más de 5 millones de habitantes, por lo que es necesario contar con un sistema de transporte público colectivo tanto masivo como convencional, para satisfacer las necesidades de la ciudad, formado por diversos sistemas de transporte, tanto Gubernamentales, Federales, Estatales, Municipales, iniciativa privada, hasta medios sin autorización oficial.
Guadalajara cuenta con dos terminales para autobuses una de ellas es de las más grandes dentro de la República Mexicana. Se trata de la Nueva Central para Autobuses. Ahí entran y salen autobuses de Turistar, Transportes Chihuahuenses, Futura, Línea Azul, Autobuses Americanos, Estrella Blanca, ETN, y de otras líneas más.
La ciudad cuenta con quince pasos a desnivel, siete nodos viales, nueve pisos elevados y más de once viaductos distribuidos en la zona metropolitana. La Zona metropolitana de Guadalajara cuenta con cuatro salidas principales, estas unen las zonas centro, norte, noreste y la costa del pacífico del país. Otras salidas son las carreteras principales y secundarias, que por lo general unen poblados cercanos a la ciudad, hay cuatro salidas de este tipo.
Anillo periférico Manuel Gómez Morin

## Política
| Municipio                     | Presidente Municipal          | Partido |
| ----------------------------- | ----------------------------- | ------- |
| Guadalajara                   | Jesús Pablo Lemus Navarro     |         |
| Zapopan                       | Juan José Frangie Saade       |         |
| San Pedro Tlaquepaque         | Mirna Citlalli Amaya de Luna  |         |
| Tonalá                        | Sergio Armando Chávez Dávalos |         |
| El Salto                      | Ricardo Zaid Santillán Cortés |         |
| Tlajomulco de Zúñiga          | Salvador Zamora Zamora        |         |
| Acatlán de Juárez             | Jaime Enrique Velasco López   |         |
| Juanacatlán                   | Francisco de la Cerda Suárez  |         |
| Zapotlanejo                   | Gonzalo Álvarez Barragán      |         |
| Ixtlahuacán de los Membrillos | José Heriberto García Murillo |         |

## Municipios no integrados en el área metropolitana de Guadalajara
- San Cristóbal de la Barranca[29]
- Cuquío